# 許方輝
許方輝（英語：Edward Hui Fong Fai，1965年11月3日—），無綫新聞副編輯主任，曾任職香港有線新聞及公共事務副總經理及亞視新聞，其妻子陳佩琳為前亞視新聞助理採訪主任兼主播。

## 歷年職務
（幕前時期：1987年6月1日-2013年3月9日）
（幕後時期：2013年3月9日至今）
（1987年6月1日-1994年無綫新聞重返前時期）

#### 幕前職務
（1987年6月1日-1988年5月）實習記者
（1988年5月-1994年）港聞組記者
（1990年-1994年）兼任主播
（1994年-1995年亞視新聞重返前時期）
（1994年-1995年）主播
（1995年-2000年醫院管理局時期）
（1995年-2000年）（政府）公共傳訊事務及新聞發布部公關經理
（2000年-2004年亞視新聞重返後時期）
（2000年-2004年）時事及專題節目主持、專題記者
（2000年-2004年）兼任主播
（2004年-2020年，無綫新聞重返後時期）
（2005年-2013年）主播
（2005年-2009年）時事節目主持

### 幕後時期（2005年-2013年非正式退居幕後，2013年至今正式退居幕後）

#### 幕後職務
（2004年3月至2005年10月）港聞組助理採訪主任
（2005年10月至2006年）港聞組副採訪主任
（2006年至2007年）港聞組採訪主任
（2009年至2020年）無綫新聞總採訪主任
（2013年至2014年）新聞編輯
（2013年至2020年）資訊專題節目編審
（2016年至2020年）資訊專題節目監製
（2019年至2020年）無綫新聞副新聞經理
（2020年至2022年9月中）有線新聞副總經理
（2022年9月中－2022年11月）無綫新聞編輯助理(降職)
（2022年11月－）無綫新聞副編輯主任

## 任職公司
- 無綫新聞（1987年-1994年、2004年-2020年，2022年9月中至今)
- 亞視新聞（1994年-1995年、2000年-2004年）
- 醫院管理局（1995年-2000年）
- 香港有線新聞（2020年-2022年9月中）

## 簡歷
許方輝早年曾就讀於葵涌石籬天主教小學（在校時是高李燦榮一屆畢業的舊生）及中華傳道會安柱中學，於1987年在香港中文大學新聞及傳播學系畢業，其後於同年6月1日加入無綫新聞，曾經主持《香港早晨》及《午間新聞》，於1991年起擔任星期六、日《六點半新聞報道》主播及兼任《晚間新聞》主播職務，於1994年轉投亞視新聞，於1年後離開，轉投醫院管理局擔任公關經理，於2000年再次重返亞視新聞，於2004年2月再次離開，並於同年3月離職後重返無綫新聞出任採訪主任，其後再於2005年10月起擔任六點半新聞報道主播，接替離職的原屬主播邱文華，並且兼任新聞節目《新聞透視》主持職務。
2007年，徐忠明離職無綫新聞總採訪主任後，總採訪主任一直從缺，於2009年1月由許方輝接任。
許方輝於2007年及2008年夥拍高級記者郭詠琴主持《香港大事回顧》，於2009年起由方健儀接任。2011年元旦，他轉往幕後發展，惟仍然擔任《六點半新聞報道》主播職務。
2012年3月16日，許方輝和香港電台的謝志峰合作主持2012年行政長官選舉辯論。
2013年許方輝正式退居幕後，於3月9日起最後一次擔任星期一至五《六點半新聞報道》主播，由潘蔚林接任。
2020年8月，許方輝辭去無綫新聞部副新聞經理的職務，9月7日正式離任，同月21日加入有線新聞，與謝燕娜共同成為有線新聞部最高負責人，擔任新聞及公共事務副總經理。。由於捲入桃色醜聞，許方輝於2022年6月向有線提出請辭，並於9月中離任，其後重回無綫新聞擔任編輯工作。

## 軼聞

### 與周嘉儀的長期性關係
2013年3月，許方輝和下屬主播周嘉儀發生婚外情，被香港傳媒偷拍他們在車廂內親暱，及男方登上女方香閨的照片，兩人事後被無綫新聞及資訊系統部總監袁志偉停職。3月12日，《頭條日報》Executive日記以《「許方輝有女人緣 老婆曾報江澤民死訊》為標題，講及「許方輝與同事關係好好，尤其受到女同事歡迎，而且仲係不同年齡女性都與佢有傾有講，瘋傳佢婚前都同幾位女記者拍過拖。」（許方輝與同事關係很好，尤其受到女同事歡迎，而且更是不同年齡女性都與他暢所欲言，瘋狂傳聞他婚前都與幾位女記者曾經戀愛。）《壹週刊》第1201期講及「現年四十八歲的無綫主播許方輝，同前亞視主播陳佩琳結婚多年。在行內人視為好好先生，與老婆人前恩愛的他，原來暗交同報道六點半新聞的拍檔，首席漂亮新聞女主播周嘉儀，兩人更經常偷偷約會，發展一段相距18年的不倫戀。2月27日晚上7時半，兩人先後下班離開，周嘉儀乘坐男方的房車，一同到人跡罕至的龍翔道山邊，在車廂內談心調情，再一起去荃灣買外賣。其後，一同返回女方位於爵悅庭的住所。翌日（2月28日），許方輝休假，遂到對方寓所樓下等候周嘉儀下班回來，雙雙上樓達一個小時，許於接近十時才離開。」又報道「星期日（3月3日）family day，許方輝繼續扮好老公。一早做柴可夫同老婆出外，但兩人卻甚少交流；許方輝一臉苦瓜乾，同對住周嘉儀甜笑冧樣，差天共地。問心有愧:許方輝同周嘉儀開始懷疑暗交事件已被張揚，二人亦刻意唔見面，許方輝日日做番好老公，放工立刻返屋企交人。」《秘書日記Executive》以《主播緋聞人人討論 許方輝︰Leave me alone》為標題。
2013年3月21日，《FACE周刊》第304期以《攞嚟衰 背妻偷食急辭職 小三周嘉儀累許方輝鬧分居》為標題，講及「而偷食男許方輝受緋聞所累，據知已向新聞部辭職，並且未得到老婆、前亞視主播陳佩琳原諒，太太更已搬離馬鞍山聽濤雅苑住所暫時分居，色字頭上，真是有把刀的！」2013年3月26日，《頭條日報》《Executive日記》講及「Kelly收到風，有記者噚日向TVB打聽，新聞部發言人就話，許方輝同周嘉儀都放完假，男方於上星期六（3月23日）全面投入工作！」（Kelly收到消息，有記者昨日向無綫電視打聽，新聞部發言人表示，許方輝和周嘉儀都休假完畢，男方於上星期六（3月23日）全面投入工作。）

### 再三捲入桃色醜聞
2022年6月14日，網上流出一張疑似許方輝辦工時間擅離職守，在天星小輪與女子擁抱的照片。許方輝於6月17日以家庭原因已向有線請辭，即時起不再參與新聞部運作及相關事務，將於9月中離任。有線新聞及資訊總監關慧玲澄清，有關許方輝與主播廖淑怡坐小輪的傳聞並非真實，希望外界還女方一個清白。寥廖於一年後轉職無綫電視新聞部，繼續與許再續前緣